# ألان سوسا
ألان سوسا (بالإسبانية: Alan Sosa) هو لاعب كرة قدم أرجنتيني في مركز الوسط، ولد في 18 مارس 1994 في إيزيزا في الأرجنتين. لعب مع Cañuelas Fútbol Club ‏.

## وصلات خارجية
- ألان سوسا على موقع قاعدة بيانات كرة القدم.إي يو (الإنجليزية)
- ألان سوسا على موقع Soccerway.com (الإنجليزية)